# 감성애니 하루
《감성애니 하루》는 매주 화요일 ~ 금요일 밤 10시 55분에 KBS 1TV에서 방영한 한국방송공사의 텔레비전 프로그램 시리즈이다.

## 기획 의도
최선을 다한 이들의 하루를 위로하고, 시청자들의 안방에 행복과 희망의 바이러스를 전파한 프로그램이다.

## 성우
- 김미숙
- 손현주
- 채시라

## 제작진

### 1기
- 책임 프로듀서: 이상훈, 박서현
- 프로듀서: 김은주, 이현정
- 타이틀 제작 : 박준균, 이정
- 시나리오: 이미애, 윤석미
- 구성: 김소현, 민수정
- 연출: 김선우, 배수호
- 카메라 감독: 정무영
- 영상 편집: 이신우
- 취재 작가: 조영채, 서지원
- 컴퓨터 그래픽: 동이디자인, 한기동
- 더빙 · 믹싱: 스튜디오 가락, 조동효
- 음악 · 효과: 김지윤
- 애니메이션 연출: 임창묵
- 제작 진행: 김수명
- 스토리 보드: 임창묵, 김삼채, 차정연
- 배경 지식: 이현정, 한아름
- 배경 제작:  원혜민
- 원화 제작: 김삼채, 김부용, 이영기
- 컬러링: 김미연, 김부용, 최영은, 정지연
- 레이아웃: 허재선, 이영기
- 동화 제작: 김미연, 최영은
- 촬영: 이하나, 박선용
- 웹 기획 · 운영 : 민지선, 박나윤
- 편집 감독 : 김영호
- 홍보 : 허정, 최승주, 김보경, 와이트리컴퍼니, 노윤애, 장민정, 홍경미
- 행정 : 박정순, 김인숙
- 기획: KBS
- 제작: 아트플러스엠, 허브넷

### 2기
- 기획 : 이상훈
- 책임 프로듀서 : 김은주
- 프로듀서 : 이현정
- 타이틀 제작 : 박준균, 이정, 김승환
- 시나리오 : 이미애, 윤석미
- 연출 : 김태민
- 조연출 : 김세환
- 카메라 감독 : 도승훈
- 취재작가 : 서지원
- NLE : 솔미디어컴퍼니, 윤진성
- 더빙 · 믹싱 : 스튜디오가락, 황세은
- 음악 · 효과 : 김지윤
- 애니메이션 연출 : 임창묵
- 제작진행 : 이민경, 정소리
- 스토리보드 : 임창묵, 김삼채, 허재선, 차정연
- 레이아웃 : 김삼채, 허재선, 이영기
- 미술설정 : 이현정, 한아름
- 원화제작 : 김삼채, 원혜민, 김부용, 이영기, 정지연
- 동화제작 : 김부용, 원혜민, 김미연, 최영은, 정지연
- 배경제작 : 이현정, 한아름
- 컬러링 : 김미연, 최영은
- 애니메이션 편집 : 이하나, 박선용
- 홍보 : KBS 홍보실, 허정, 최승주, 김보경
- 웹기획 : KBS 미디어, 김진숙
- 웹디자인 : KBS 미디어, 박진규
- 기획 : KBS
- 제작 : 허브넷, 아트플러스엠

## 방영 목록

### 1기

#### 2016년
| 회차 | 방영일   | 부제                            |
| ---- | -------- | ------------------------------- |
| 1화  | 6월 14일 | 옥탑(TOP)방                     |
| 2화  | 6월 15일 | 타임 푸어를 아시나요?           |
| 3화  | 6월 16일 | 전달되지 않는 편지              |
| 4화  | 6월 17일 | 행복의 조건                     |
| 5화  | 6월 21일 | 하루에 하나씩                   |
| 6화  | 6월 22일 | 별이 있는 풍경                  |
| 7화  | 6월 23일 | 인생의 길을 잃다                |
| 8화  | 6월 24일 | 눈 뜬 장님 - 스몸비             |
| 9화  | 6월 28일 | 한강 다리를 세어본 적이 있나요? |
| 10화 | 6월 29일 | 행복과 비례하는 치킨 지수       |
| 11화 | 6월 30일 | 마지막 한 끼                    |
| 12화 | 7월 1일  | 혼자라도 괜찮아                 |
| 13화 | 7월 5일  | 행복한 유산                     |
| 14화 | 7월 6일  | 수줍은 고백                     |
| 15화 | 7월 7일  | 그늘 농사                       |
| 16화 | 7월 8일  | 나는 어부다                     |

### 2기

#### 2017년
| 회차 | 방영일   | 부제                        |
| ---- | -------- | --------------------------- |
| 1화  | 2월 14일 | 소리가 필요해               |
| 2화  | 2월 15일 | 대관령에 눈이 내리면        |
| 3화  | 2월 16일 | 가로등 편지                 |
| 4화  | 2월 17일 | 어머니의 멍든 사과          |
| 5화  | 2월 21일 | 로봇 다리 세진이            |
| 6화  | 2월 22일 | 시간 여행                   |
| 7화  | 2월 23일 | 행복한 청춘 집사            |
| 8화  | 2월 24일 | 세상에서 가장 아름다운 갑질 |
| 9화  | 2월 28일 | 소통 방정식                 |
| 10화 | 3월 1일  | 우리 모두의 VIP             |
| 11화 | 3월 2일  | 자세히 보아야 예쁘다        |
| 12화 | 3월 3일  | 어떤 졸업                   |